# Hohenhaslach
Hohenhaslach ist ein ehemals selbständiges Weindorf im Stromberg, das seit 1973 zur Stadt Sachsenheim im baden-württembergischen Landkreis Ludwigsburg gehört.

## Geographie

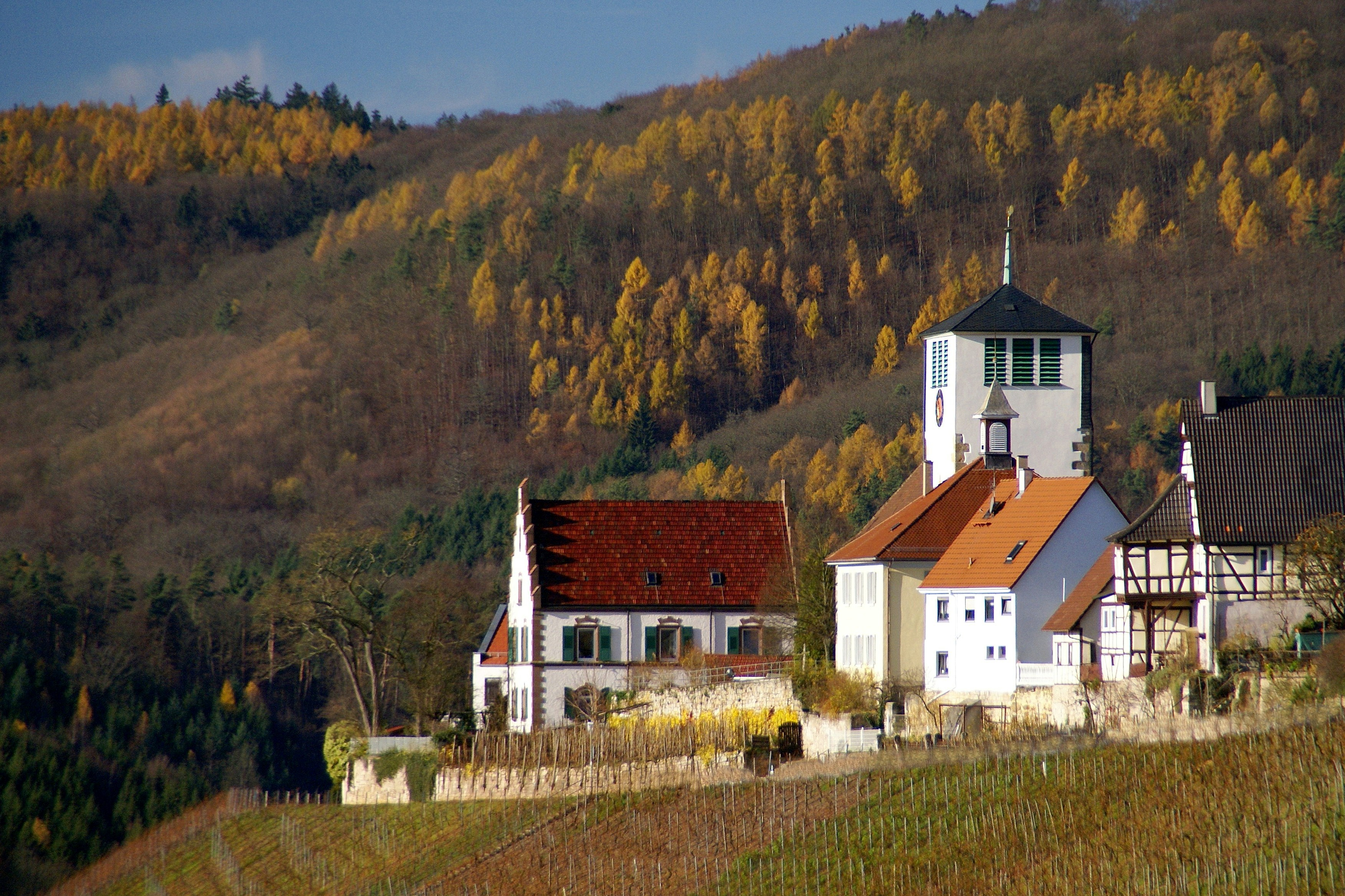
Blick am alten Ortskern entlang Richtung nach Westen

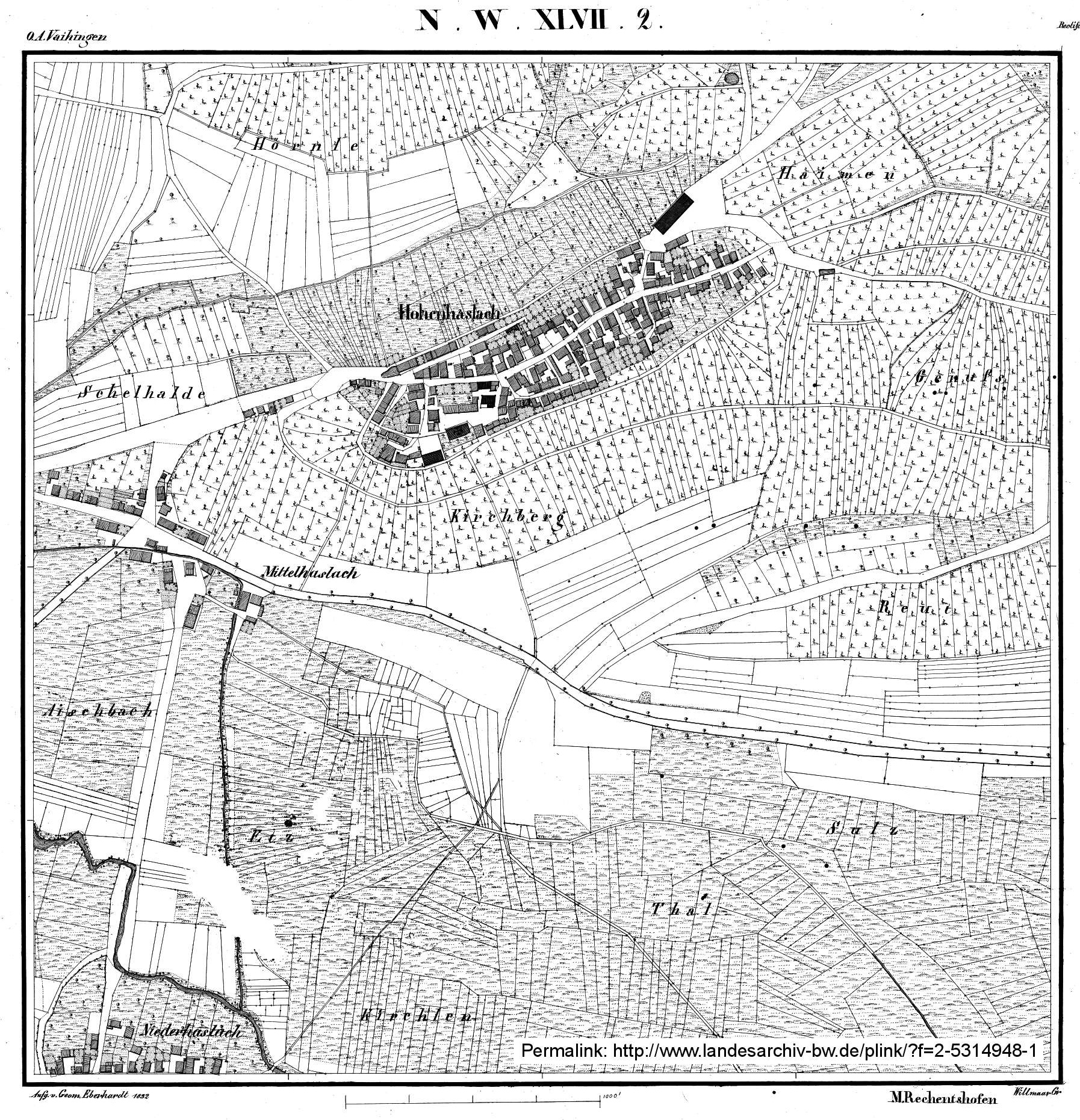
Hohenhaslach 1832 mit Mittel- und Niederhaslach

Hohenhaslach liegt nordwestlich von Ludwigsburg am südlichen Abhang des Strombergs. Der höher gelegene Ortsteil liegt auf einem Bergsporn über dem Kirbachtal. Der im Talgrund gelegene Ortsteil war ursprünglich ein selbständiges Kirchdorf namens Niederhaslach. Mittelhaslach, ein dritter Ortsteil, liegt zwischen Hohen- und Niederhaslach am Hangfuß.
Die Markungen folgender Siedlungen grenzen an die ehemalige Gemarkung von Hohenhaslach (im Uhrzeigersinn): Bönnigheim, Freudental, Löchgau, das ehemalige Kloster Rechentshofen und Kleinsachsenheim, Sersheim, Horrheim, Gündelbach, Ochsenbach und Spielberg (alle Landkreis Ludwigsburg). Das namensverwandte Häfnerhaslach liegt westlich von Ochsenbach.
Bei den Bromberger Höfen südlich der Straße nach Ochsenbach lag der abgegangene Burgweiler Bromberg, von dem die Bromberger Mühle erhalten ist.

## Mittelalter
Die Siedlung Haslahe im Tal war bereits 800 in den Urkunden des Klosters Lorsch erwähnt. Ab 1283 sind auch Quellen für Hohenhaslach auf dem Berg belegt. Der Ortsteil Mittelhaslach entstand erst im 19. Jahrhundert; jedoch ist schon für 1317 eine Mühle im Bereich des späteren Ortsteils urkundlich erwähnt.
Im Hochmittelalter gehörte Hohenhaslach den Herren von Eselsberg, die den Ort befestigten. 1241 stiftete Belrein von Eselsberg das Zisterzienserinnenkloster Rechentshofen zwei Kilometer südöstlich des Ortes. Im gleichen Jahr kam Hohenhaslach durch Heirat in Besitz der Grafen von Vaihingen. Ein Jahrhundert später, im Jahr 1356, verkaufte Heinrich von Vaihingen, der letzte Graf von Vaihingen seinen gesamten Besitz und somit auch Hohenhaslach an das Haus Württemberg. In den Übergabedokumenten wurde der Ort als Stadt bezeichnet. Mit dem Übergang an Württemberg ging ein Bedeutungsverlust einher; das Marktrecht blieb jedoch erhalten. Bis zur Reformation gehörte die Hohenhaslacher Pfarrei zum Landkapitel Vaihingen im Archidiakonat Trinitatis der Diözese Speyer.
1304 wurde ein weiteres Frauenkloster auf dem Baiselsberg zwei Kilometer westlich des Ortes gegründet. Dieses Kloster wurde 1550 aufgelöst und verfiel anschließend. Das Kloster Rechentshofen wurde im Zuge der Reformation 1556 ebenfalls aufgelöst und diente anschließend zunächst als herzogliches Jagdschloss. Heute ist es ein landwirtschaftlicher Gutshof.

## Neuzeit
Den Dreißigjährigen Krieg überlebte nur eine Handvoll Familien am Ort. Zum Ende des 17. Jahrhunderts führte der Pfälzische Erbfolgekrieg erneut zu hohen Bevölkerungsverlusten. Erst 1809 hatte sich der Ort erholt. Gegen Ende des 19. Jahrhunderts entstand an der Nordostabdachung des Baiselsbergs das Hofgut Kelterle.
Die Ausrichtung auf den Weinbau brachte dem Ort im Mittelalter Wohlstand. Im 19. und 20. Jahrhundert führten die einseitige Konzentration auf den Weinbau und die Reblauskrise jedoch dazu, dass die Gemeinde schließlich zu den ärmsten im Oberamt Vaihingen gehörte. Nach 1945 wurden die Anbaumethoden verbessert, resistente Rebsorten eingesetzt und die Terrassenlagen zu Hanglagen umgeformt, so dass maschinelle Verfahren eingesetzt werden konnten. Bereits zu Beginn des 20. Jahrhunderts gründeten die ortsansässigen Winzer eine Weinbaugenossenschaft, um von den schwankenden Weinpreisen weniger abhängig zu sein. 1969 schlossen sich die Hohenhaslacher und die Bönnigheimer Winzergenossenschaft zur Strombergkellerei zusammen.
|  | Das Wappen Hohenhaslachs zeigt in gespaltenem Schild vorne in Gold drei liegende schwarze Hirschstangen übereinander, hinten in Gold auf grünem Berg einen aufrecht sitzenden roten Hasen. Am 15. Februar 1956 erhielt Hohenhaslach eine Flagge in den Farben Rot-Gelb. |

Nachdem Hohenhaslach württembergisch geworden war, gehörte es zum Amt Vaihingen, das 1758 Oberamt wurde, und schließlich zum Landkreis Vaihingen. Mit der Gemeindereform 1973 gliederte sich Hohenhaslach am 1. Januar 1973 in die Stadt Sachsenheim ein und gehört seitdem zum Landkreis Ludwigsburg.

## Sehenswürdigkeiten
Durch seine exponierte Lage am Stromberg bietet Hohenhaslach eine sehr gute Aussicht über das Ludwigsburger Unterland bis zum Hohenasperg und nach Ludwigsburg selbst. An Tagen mit guter Fernsicht sieht man bis zur Schwäbischen Alb. Für Wanderungen auf dem Stromberg oder im Kirbachtal ist der Ort ein beliebter Ausgangspunkt.
Gartenbahnanlage

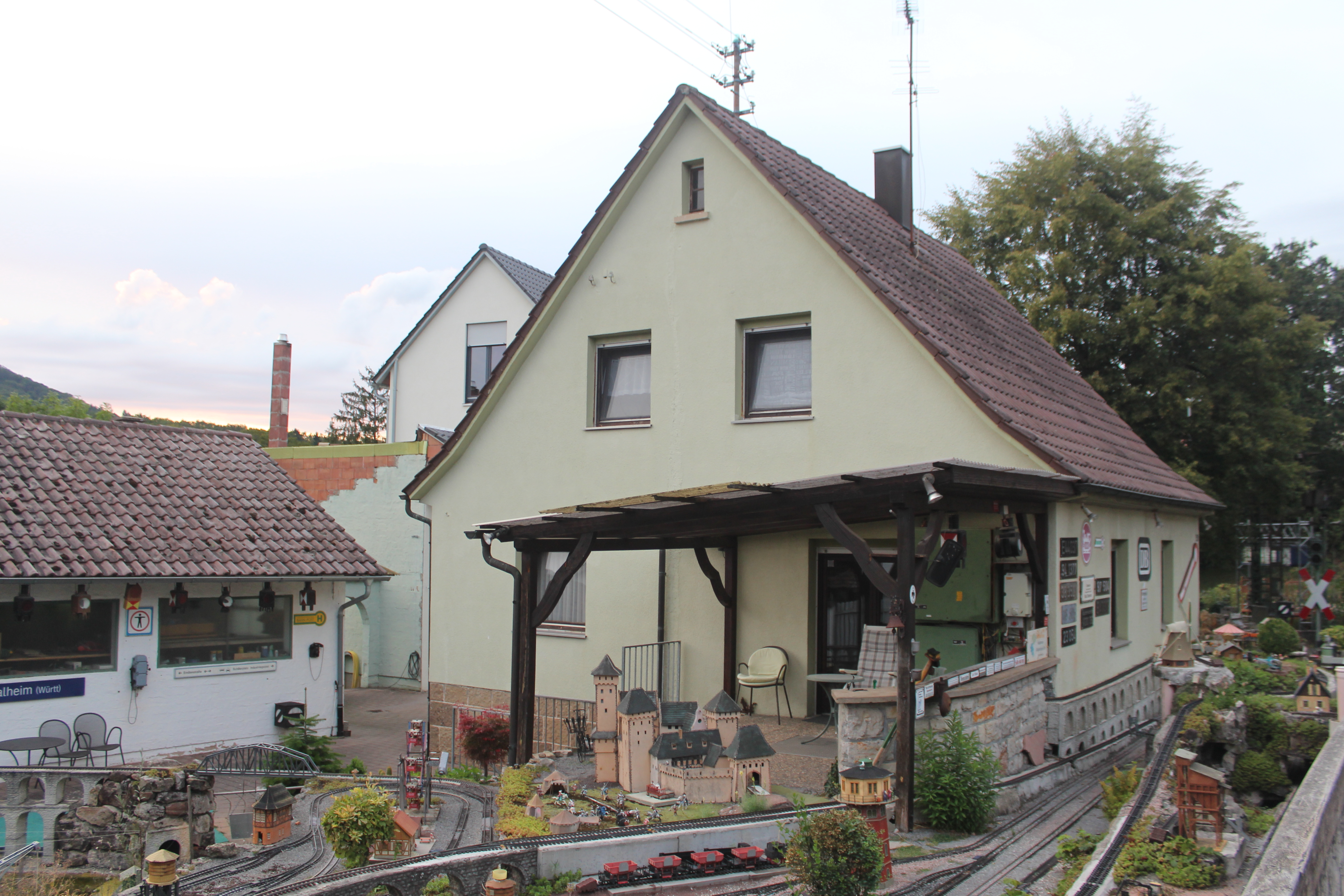
Gartenbahnanlage Hohenhaslach

In Hohenhaslach existiert eine der größten Gartenbahnanlagen Deutschlands. Bei dieser in Privatbesitz befindlichen Anlage können Besucher durch Münzeinwurf die Züge in Betrieb setzen.

## Historische Gebäude
Die Pfarrkirche St. Georg wurde um 1230 errichtet. 1566 und 1792 wurde das Schiff erweitert, 1811 der hölzerne Turmhelm erneuert. Der Chor ist mit frühgotischen Fresken ausgemalt, die bei einer Kirchenrenovierung 1957 freigelegt wurden. Sie zeigen einen Weihnachtszyklus, einen Osterzyklus und verschiedene Propheten. In der Darstellung der Flucht nach Ägypten trägt Joseph ein Weinfässchen. An der Nordwand zeigen Fresken die Bekehrung von Saulus zum Apostel Paulus sowie den Namenspatron der Kirche, den Drachentöter Georg, zeigen. Sie stammen aus der Zeit um 1570.

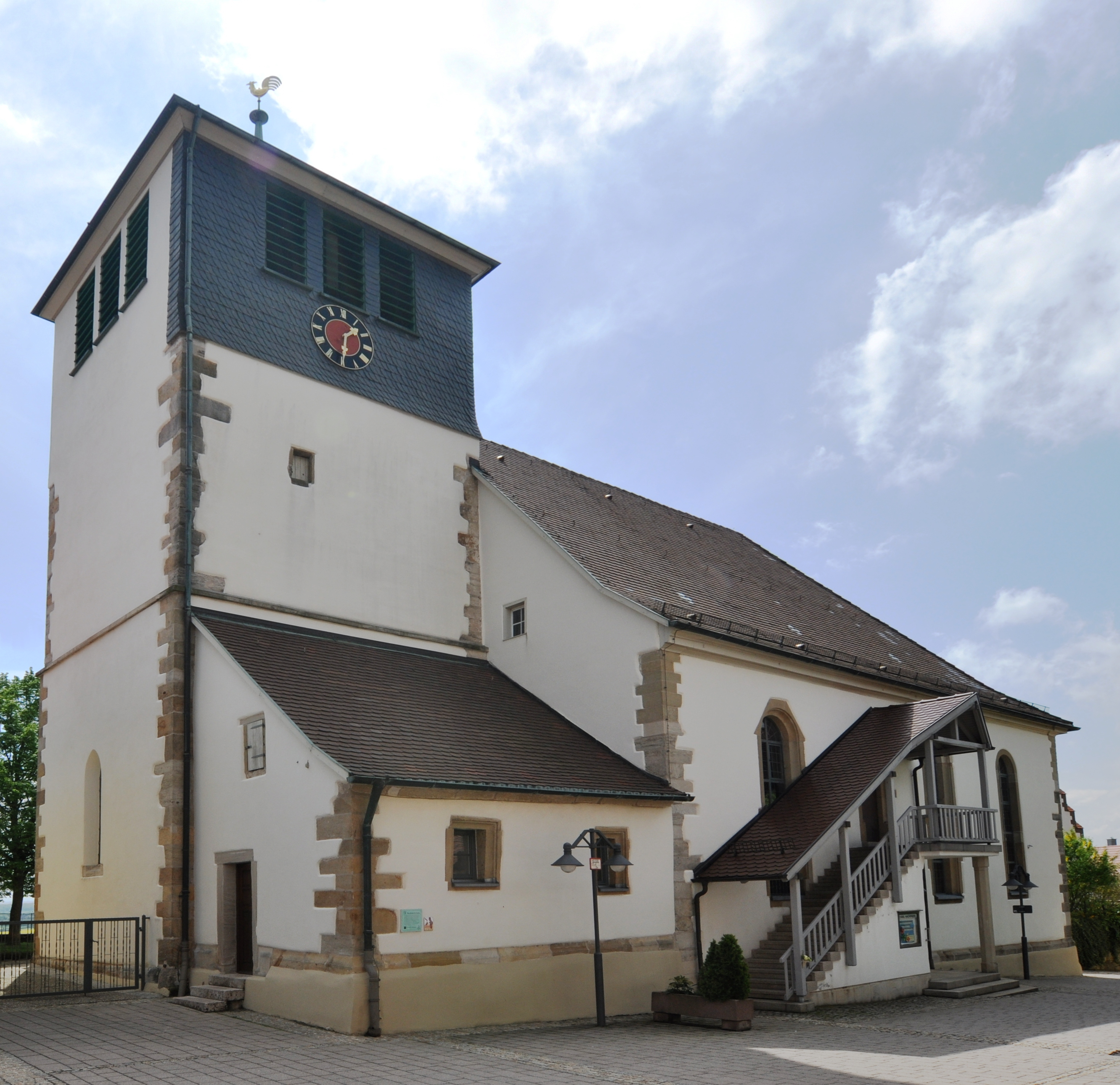
Pfarrkirche St. Georg
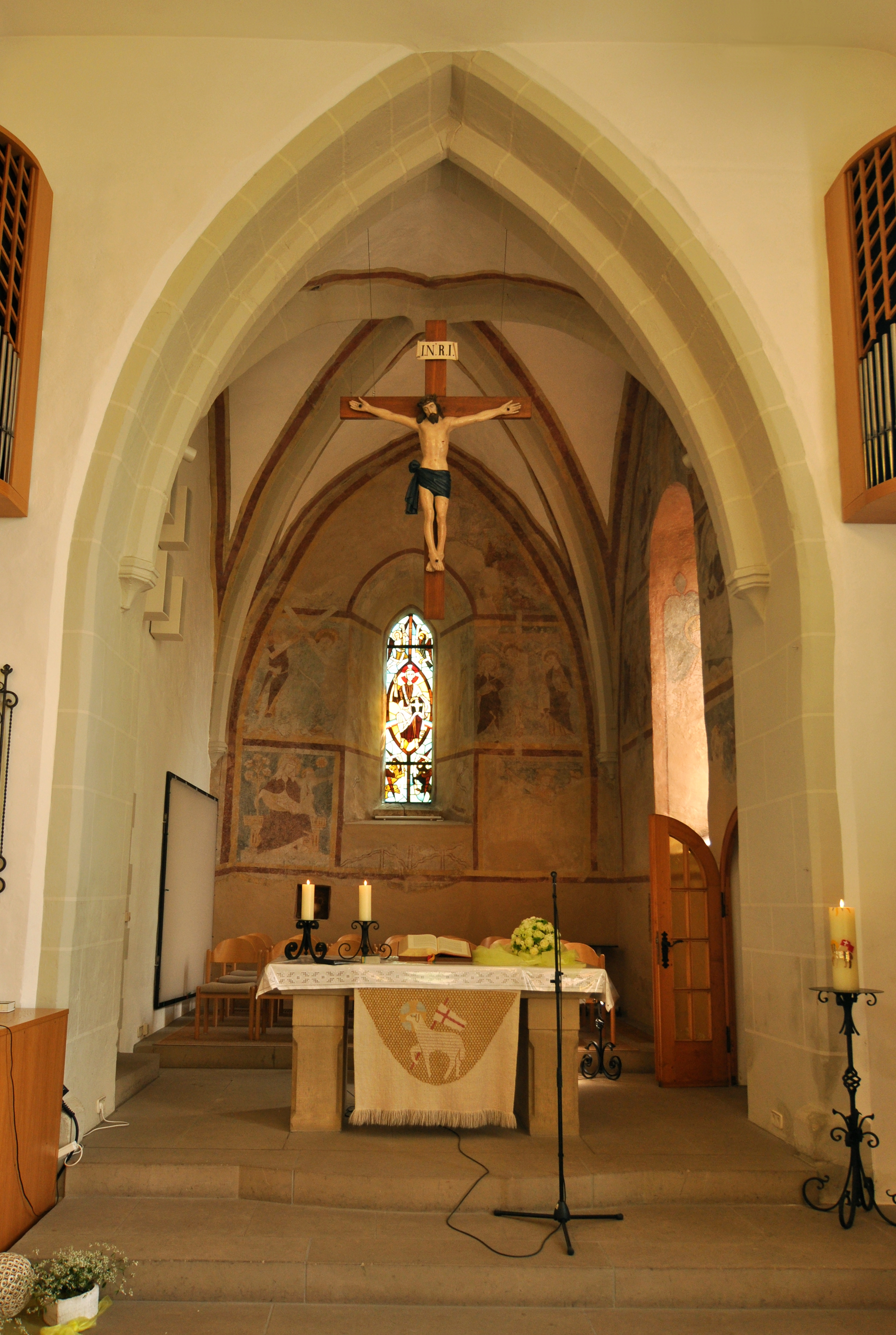
Chor der Pfarrkirche

Die unmittelbare Umgebung der Kirche kann mit drei Pfarrhäusern aufwarten. Das älteste war ursprünglich Rüsthaus, das heißt Waffenkammer, des befestigten Ortes. 1605 wurde das Gebäude umgebaut und diente ab diesem Jahr bis 1775 als Pfarrhaus. Es ist das Geburtshaus von Eberhard David Hauber. Das große, 1710 erbaute Fachwerkhaus gegenüber dem Rüsthaus diente 1775–1897 als Pfarrhaus. 1897 schließlich wurde das neue Pfarrhaus mit seinem sehenswerten Treppengiebel gebaut, direkt gegenüber dem Westportal der Kirche an der Hangterrasse gelegen.

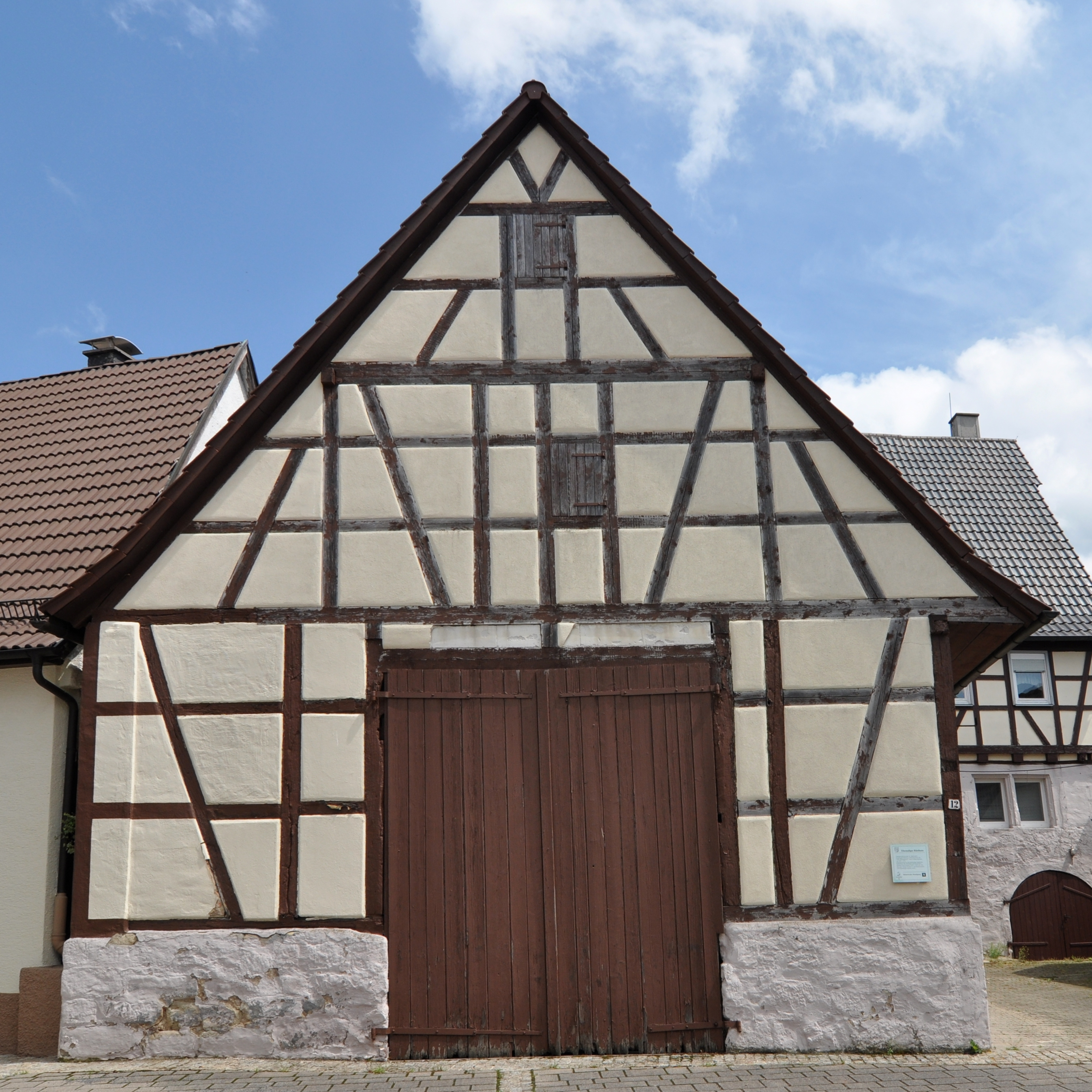
Rüsthaus
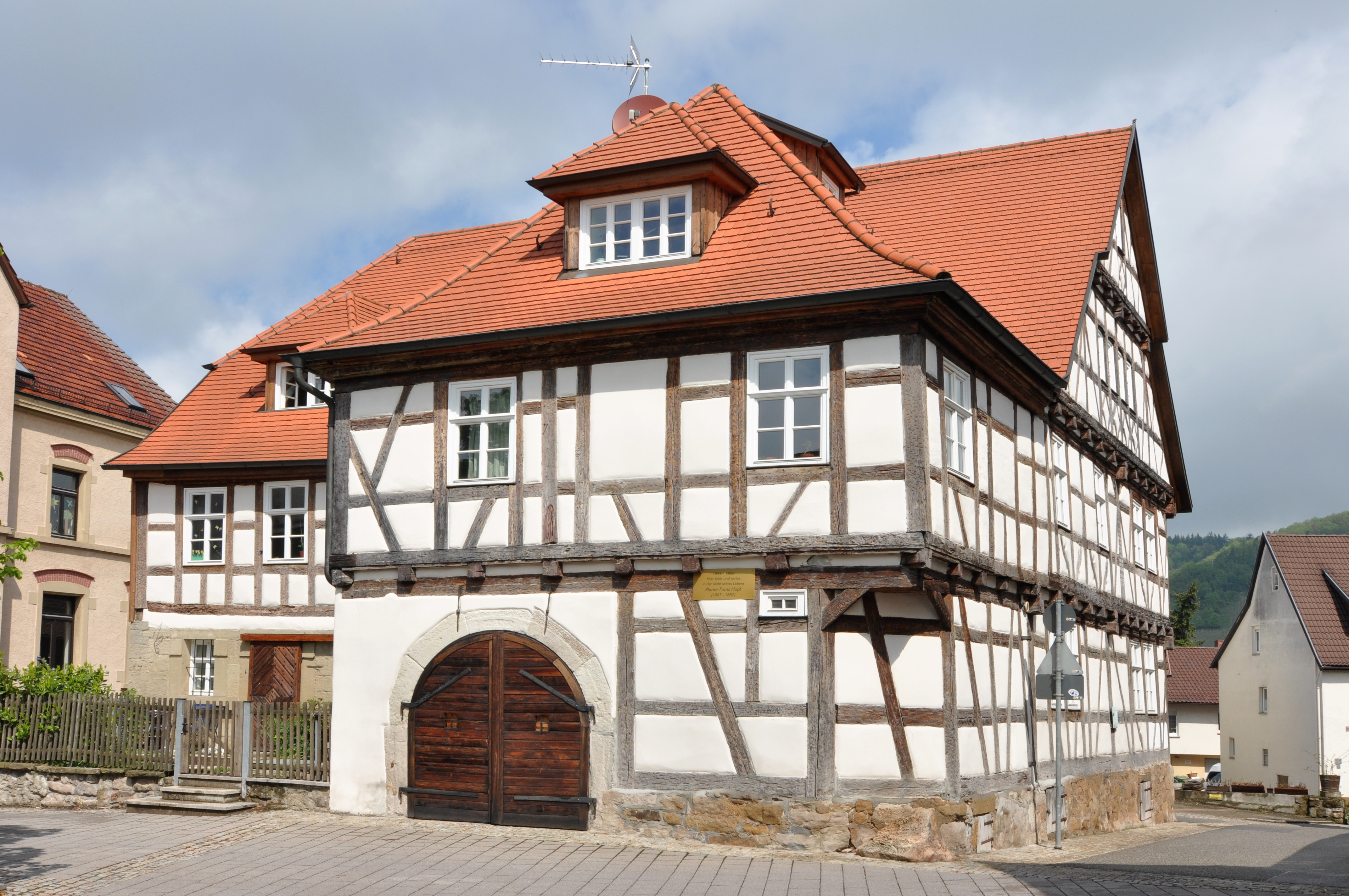
Altes Pfarrhaus, erbaut 1710
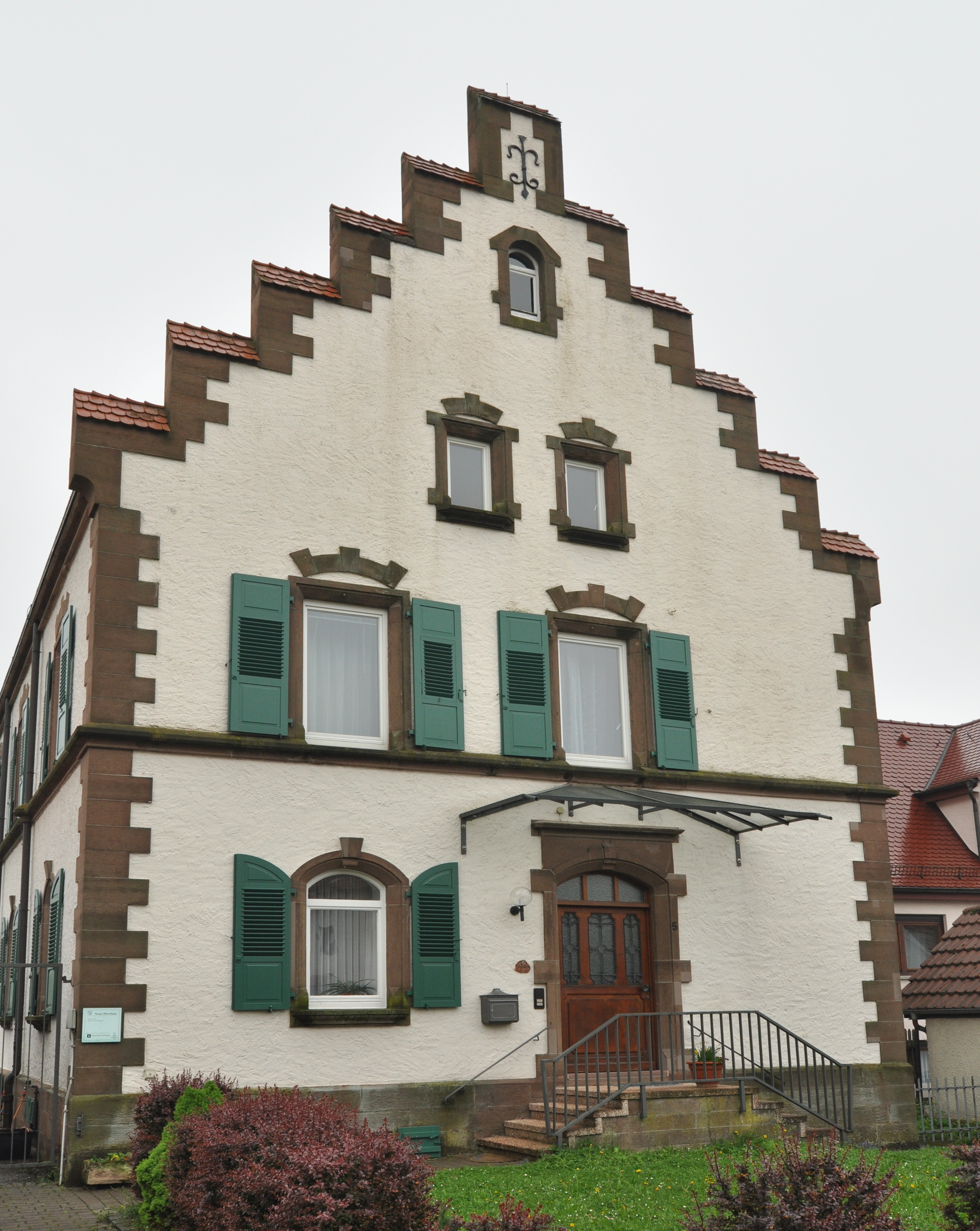
Neues Pfarrhaus von 1897

Der Ort besitzt noch einige andere historische Fachwerkhäuser, beispielsweise das Gasthaus Ochsen und das Gerichtsschreiber-Haus in der Straße An der Steige sowie das Haus in der Küferstraße 16.
Entlang der talseitigen Hangterrasse findet man noch vereinzelte Abschnitte der alten Stadtmauer.

## Persönlichkeiten
- Eberhard David Hauber (1695–1765), Theologe und Geograph.
- Ferdinand Schnaidt (1840–1910), Bankdirektor, Landtags- und Reichstagsabgeordneter.
- Franz Hopf, 1844 bis 1850 Pfarrer in Hohenhaslach, kämpfte für demokratische Verhältnisse.